# Aplocheilichthys kongoranensis
Aplocheilichthys kongoranensis es un pez de la familia de los pecílidos en el orden de los ciprinodontiformes.

## Morfología
Los machos pueden alcanzar los 4 cm de longitud total.

## Distribución geográfica
Se encuentran en África: este de Tanzania.